# Boarmia nudicosta
Boarmia nudicosta är en fjärilsart som beskrevs av Inoue 1983. Boarmia nudicosta ingår i släktet Boarmia och familjen mätare. Inga underarter finns listade i Catalogue of Life.